# كورا كومبز
كورا كومبز (بالإنجليزية: Cora Combs)‏ هي مصارعة محترفة وممثلة أمريكية، ولدت في 17 مارس 1923 في هازارد في الولايات المتحدة، وتوفيت في 22 يونيو 2015 في ناشفيل في الولايات المتحدة بسبب ذات الرئة. من الجوائز التي نالتها قاعة المشاهير.

## جوائز
- قاعة المشاهير

## وصلات خارجية
- كورا كومبز على موقع دبليو دبليو إي (الإنجليزية)
- كورا كومبز على موقع CageMatch worker (الإنجليزية)
- كورا كومبز على موقع IMDb (الإنجليزية)